# Місячна хода (фільм)
«Місячна хода» (англ. Moonwalker) — американський музичний фентезійний фільм 1988 року.

## Сюжет
Суміш відеозаписів концертів Майкла Джексона і низки художніх сцен з ним як головним героєм. Сюди увійшли деякі з найкращих відеокліпів Майкла, знятих під час світового турне з альбомом «Bad», а також відео на пісню «Smooth Criminal» із сюжетною лінією в стилі «фентезі». Вся історія розказана за допомогою музики і танцю та наповнена спецефектами.
Smooth Criminal — найважливіша частина фільму. Майкл грає гангстера, котрий використовує свою владу, щоб захистити невинних дітей від містера Біга, який хоче привчити людей до наркотиків. Найзнаменитіший епізод, звичайно ж, — танцювальна сцена в нічному клубі Club 30's. Версія «Smooth Criminal», використана у фільмі, відрізняється від альбомної версії. Пісня звучить довше за рахунок доданих ліричних вставок.

## У ролях
| Актор                  | Роль                     |
| ---------------------- | ------------------------ |
| Майкл Джексон          | грає самого себе / Майкл |
| Джо Пеші               | містер Біг               |
| Шон Леннон             | Шон                      |
| Келлі Паркер           | Кеті                     |
| Брендон Квінтіно Адамс | Зік «Бебі Бед» Майкл     |
| Кленсі Браун           | офіцер поліції           |